# Herschel Savage

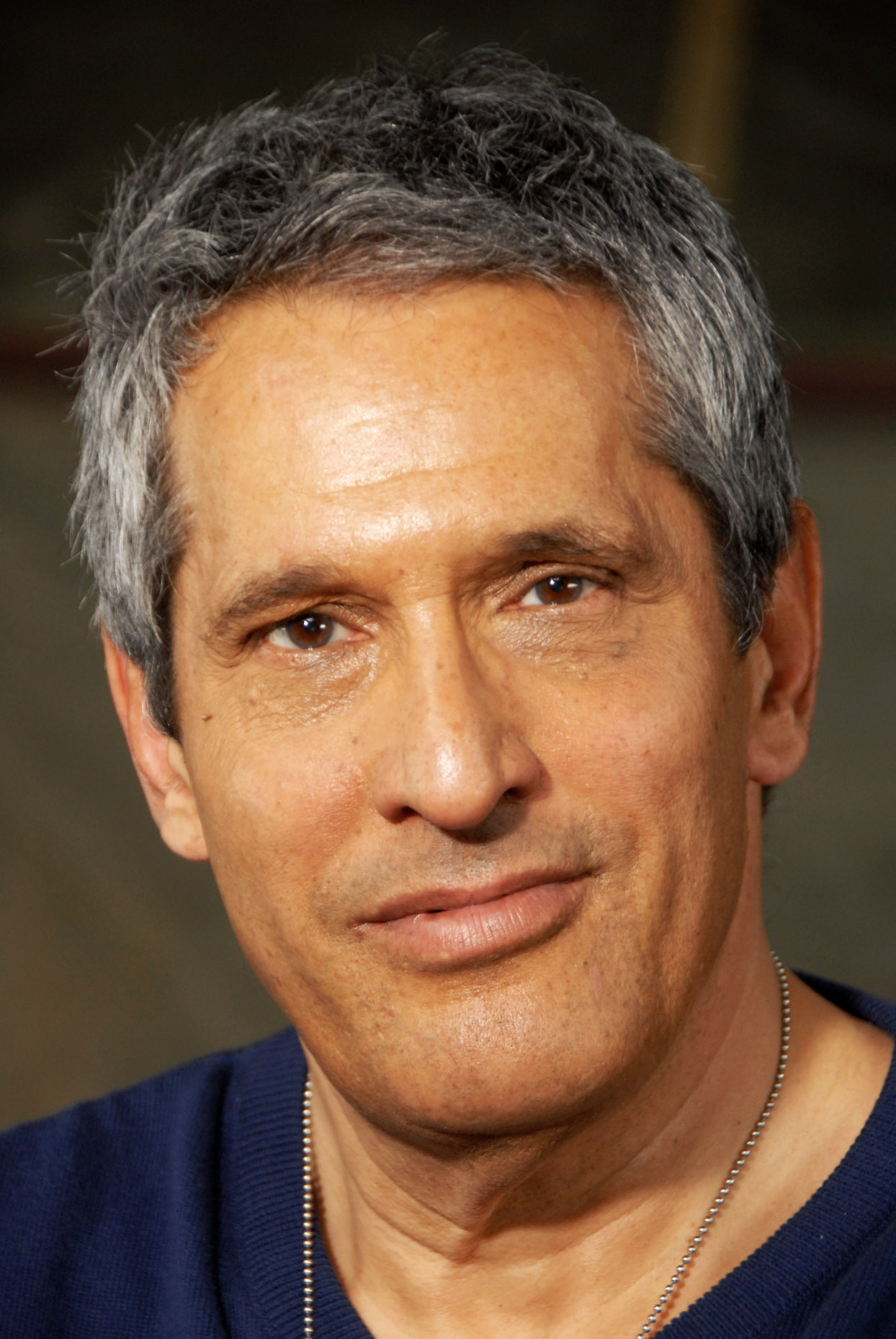
Herschel Savage (2010)

Herschel Savage (* 25. November 1952 in New York City, USA; † 8. Oktober 2023 in Kalifornien, eigentlich Harvey Cohen) war ein US-amerikanischer Pornodarsteller.
Seit seinen Anfängen in den frühen 1970er-Jahren spielte Herschel Savage in hunderten von Pornofilmen mit. 1978 spielte er in dem Klassiker Debbie Does Dallas.
Savage hatte auch eine Karriere als Standup-Comedian begonnen und war regelmäßig in der Reality-TV-Serie Family Business zu sehen. Savage hatte drei Schwestern und eine Stiefschwester.
Herschel war Mitglied der XRCO Hall of Fame (seit 1988), der AVN Hall of Fame und der Legends of Erotica Hall of Fame.

## Auszeichnungen
- 2002: AVN Award Best Actor Film für Mafiosi
- 2002: AVN Award Best Supporting Actor Film für Taken
- 2006: XRCO Award Best On-Screen Couple zusammen mit Penny Flame in dem Film Dark Side

## Filmografie (Auswahl)
- 2007: Spunk’d – The Movie
- 2017: After Porn Ends 2